# الاتحاد الرياضي لبلدية أولاد يعيش
الاتحاد الرياضي لبلدية أولاد يعيش هو نادٍ رياضيٌّ جزائريٌّ لكرة القدم تأسس عام 1986م.

## وصلات خارجية
- الرابطة الجزائرية المحترفة الأولى ،والثانية ، لكرة القدم